# Emergens

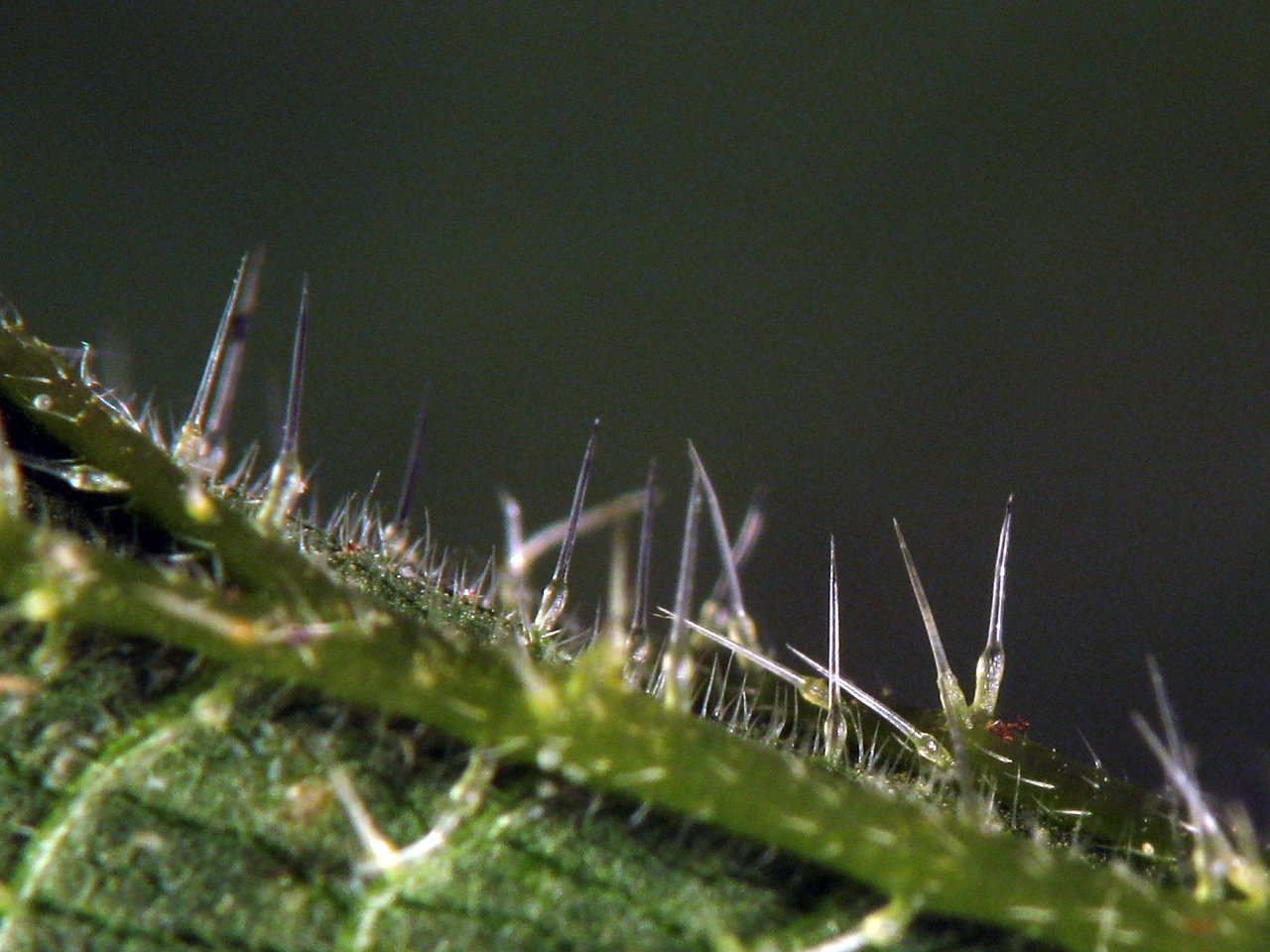
Brandharen (lang) en gewone haren van de grote brandnetel

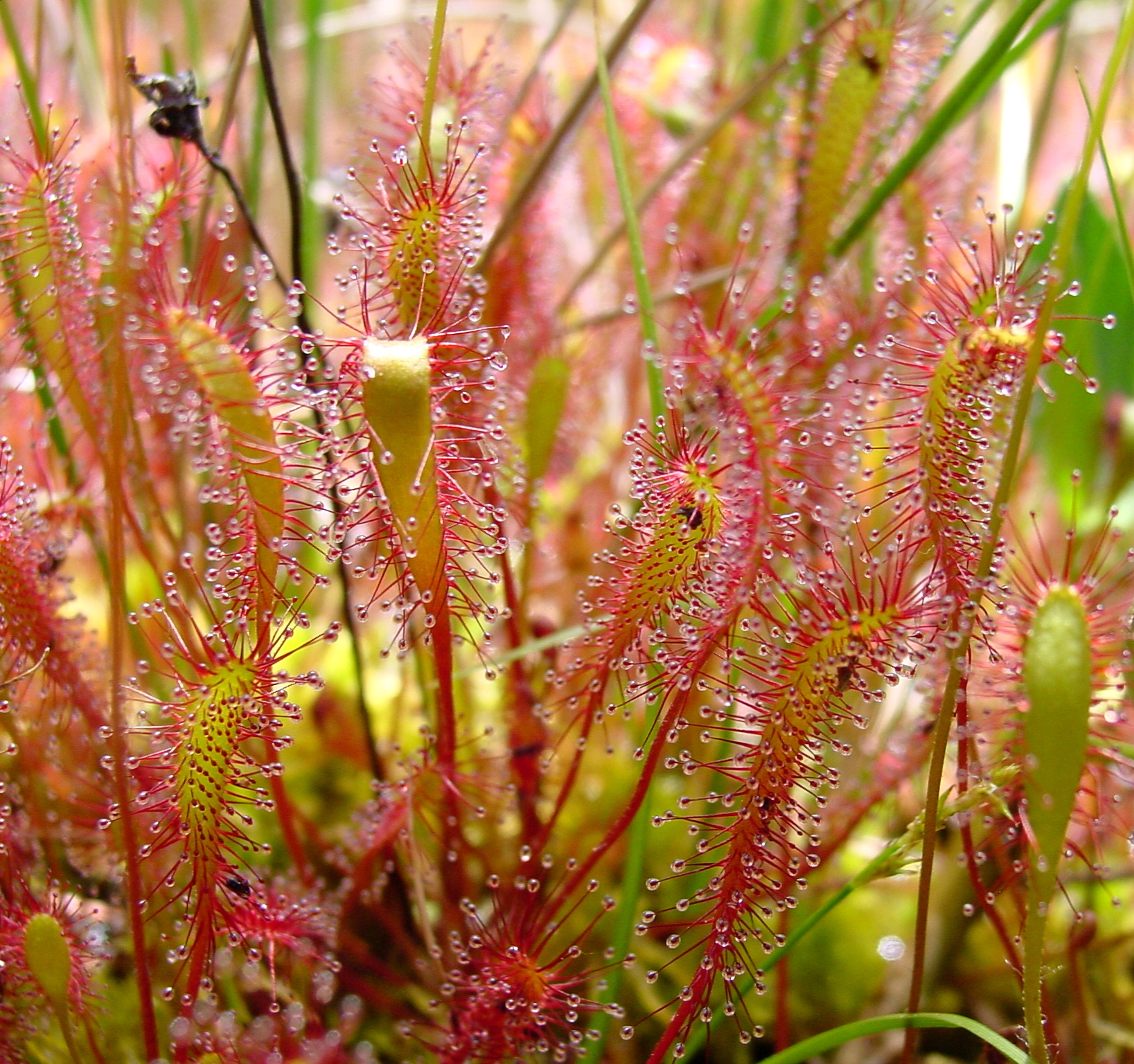
De tentakels van lange zonnedauw zijn emergentia

Een emergens (meervoud: emergentia) is een haar- of doornvormige structuur (zoals een brandhaar of een klierhaar), die gevormd wordt uit de epidermis en de direct daaronder gelegen weefsels. Dit in tegenstelling tot een haar, die alleen door de epidermis gevormd wordt. Ze komen voor op bladeren en stengels.
De brandhaar van een brandnetel is een emergens. Brandharen zijn een verdedigingsmechanisme van verschillende planten bestaande uit broze, met gif gevulde haren die een pijnlijke sensatie geven. Aan de top van de knop van de brandhaar bij de brandnetel zit een weerhaakje. Bij aanraking komt het weerhaakje in de huid vast te zitten en breekt de knop van de brandhaar af en komt een mengsel van mierenzuur, acetylcholine, histamine, serotonine en een nog niet geïdentificeerde stof naar buiten dat een branderig gevoel op de huid geeft en later blaren op de huid kan veroorzaken. De histamine zorgt ervoor dat de haarvaten verwijden, en het mierenzuur prikt.
Van de stekels bij rozen is het onduidelijk uit welk weefsel ze gevormd worden. Het is daarom niet vast te stellen of het een emergens (doorn) of een stekel is.